# Trinidad Jiménez
Trinidad Jiménez García-Herrera (Málaga, 4 juni 1962) is een Spaans politica. Van 21 oktober 2010 tot 22 december 2011 was zij minister van Buitenlandse Zaken in de regering van Zapatero. Ze is lid van de Spaanse socialistische partij, de PSOE. Ze wordt ook wel liefkozend 'Trini' genoemd.

## Levensloop

### Jeugd
Trinidad Jiménez komt uit een familie die nauw verbonden is met het procesrecht, en dan met name het strafprocesrecht. Haar vader, José Jiménez Villarejo, was onder meer speciaal officier van justitie voor drugszaken en emeritus magistraat aan het hooggerechtshof. Begin 1983 verhuist Jiménez Villarejo naar Madrid om als aanklager te gaan werken aan het constitutioneel hof, een functie waarin hij is benoemd door toenmalig premier Felipe González. Trinidad besluit met hem mee te gaan, om rechten te gaan studeren aan de Autonome Universiteit van Madrid. In 1983 is ze daar betrokken bij de oprichting van de Asociación de Estudiantes Socialistas (de Vereniging van Socialistische Studenten) en in 1984 wordt ze lid van de Partido Socialista Obrero Español, de Spaanse socialistische partij. Binnen deze twee organisaties is ze vooral op internationaal vlak zeer actief.
Van 1990 tot 1995 is ze getrouwd met een diplomaat en woont het echtpaar, uit hoofde van zijn beroep, in verschillende landen. Jiménez doet zo uitgebreide ervaring op in de diplomatie. Ook onderwijst ze politiek recht op afstand in de Spaanse variant van de Open Universiteit. Ondanks herhaalde pogingen slaagt ze er niet in toe te treden tot het diplomatieke corps. 

### Opkomst binnen de PSOE
In 1995 besluit het echtpaar te scheiden en keert Jiménez terug in haar vaderland. Als het jaar daarna de PSOE in de oppositie terechtkomt, kan ze binnen de directie van die partij de verantwoordelijkheid voor de contacten met Zuid-Amerika op zich nemen.
Het jaar 2000 zou beslissend worden, zowel voor de loopbaan van Jiménez, als voor de PSOE. De partij verkeert op dat moment al enkele jaren in een leiderschapscrisis. Achter de schermen werkt Jiménez als promotor van José Luís Rodríguez Zapatero. Zo stelt ze hem voor aan González en krijgt zijn naam steeds meer bekendheid binnen de partij. Op het congres van 22 juli 2000 wordt hij met zijn toekomstvisie Nueva Vía (Nieuwe Weg) tot nieuwe partijleider gekozen. Binnen zijn executieve equipe, Nieuw Links genaamd, wordt Jiménez wederom belast met internationale contacten.
In 2002 neemt Jiménez, met de steun van de federale koepel van de socialistische partij en van Zapatero, deel aan de verkiezingen voor het burgemeesterschap van Madrid. Hiervoor legt ze de functie binnen het partijbestuur neer en ze stort zich op een intensieve verkiezingscampagne die door de pers gekscherend Trinimaratón wordt genoemd. De verkiezing doet veel stof opwaaien, onder meer omdat ze de plaats inneemt van een kandidaat die in de Madrileense afdeling van de partij groot is geworden. Ook zou Jiménez te sexy zijn en zo achterdochtige vrouwelijke stemmers van zich vervreemden. Ze verliest de verkiezing op een haar na van haar tegenstander van de PP. Wel behaalt ze de hoogste socialistische score in de stad sinds de herinvoering van de democratie in 1978, breekt haar campagne de macht van de PP in de autonome regio Madrid en weet ze de nodige bekendheid in Madrid en de rest van het land te verwerven.

### Staatssecretaris en minister
Hoewel ze hoopt op een ministerspost in de eerste regering van Zapatero, wordt ze in 2006 slechts voor een secondaire functie benoemd: staatssecretaris van Ibero-Amerikaanse Zaken. Ze reist in die hoedanigheid vaak naar Zuid-Amerika, al dan niet met toenmalig minister van Buitenlandse Zaken Miguel Ángel Moratinos. Ze legt haar functies binnen de partijtop neer, omdat ze die onverenigbaar acht met het staatssecretariaat. 
Ook na de herkiezing van Zapatero als premier in maart 2008 verkrijgt ze niet de gehoopte ministerspost. Hier zal ze voor moeten wachten tot april 2009, als Zapatero onder druk van de economische crisis besluit zijn kabinet te wijzigen. Jiménez krijgt de verantwoordelijkheid voor Volksgezondheid en Sociale Zaken - een zware functie gezien het feit dat in die periode maandelijks duizenden Spanjaarden in de werkloosheid terechtkomen. Ook breekt, op het moment dat ze wordt benoemd, de wereldwijde crisis rond de Mexicaanse griep uit. Hoewel haar aanpak van deze crisis door deskundigen achteraf bekritiseerd wordt, raakt het grote publiek onder de indruk van haar kordate optreden. Gedurende haar tijd op Volksgezondheid bereidt ze ook de zeer restrictieve antitabakswet voor die per 1 januari 2011 in werking trad.
In 2010 probeert ze opnieuw in Madrid voet aan de grond te krijgen en stelt ze zich kandidaat voor de socialistische kandidatuur voor het presidentschap van de regio Madrid, op dat moment stevig in handen van Esperanza Aguirre van de PP. Hoewel gesteund door een aantal vooraanstaande partijleden, onder wie Zapatero, verliest ze op een haar na de voorverkiezingen. De nationale pers en politiek analisten zien hierin het verlies van de interne machtsbasis van Zapatero in de socialistische partij, veroorzaakt door een aarzelende aanpak van de economische crisis. 
Zapatero is zich bewust van het afbrokkelen van de steun voor zijn politiek en besluit in oktober 2010 zijn kabinet wederom ingrijpend te wijzigen. Bewindslieden die goed in de publieke opinie liggen haalt hij hierbij naar voren, en zo krijgt Jiménez eindelijk de door haar geambieerde functie van minister van Buitenlandse Zaken, waarbij ze Miguel Ángel Moratinos opvolgt. Uitgangspunten van haar buitenlandse politiek zijn, zoals ze zelf zegt, 'dialoog' en 'respect', en verder streeft ze naar continuïteit van de door Moratinos ingezette politiek. Ze zou niet al te lang op deze positie zitten: eind 2011 verliest de PSOE, zoals verwacht, de parlementsverkiezingen. 